# Plethodon yonahlossee
Espèce
Synonymes
- Plethodon longicrus Adler & Dennis, 1962

Statut de conservation UICN

 LC  : Préoccupation mineure
Plethodon yonahlossee est une espèce d'urodèles de la famille des Plethodontidae.

## Répartition
Cette espèce est endémique des Blue Ridge Mountains aux États-Unis. Elle se rencontre dans le sud-ouest de la Virginie, dans l'ouest de la Caroline du Nord et dans le nord-est du Tennessee.

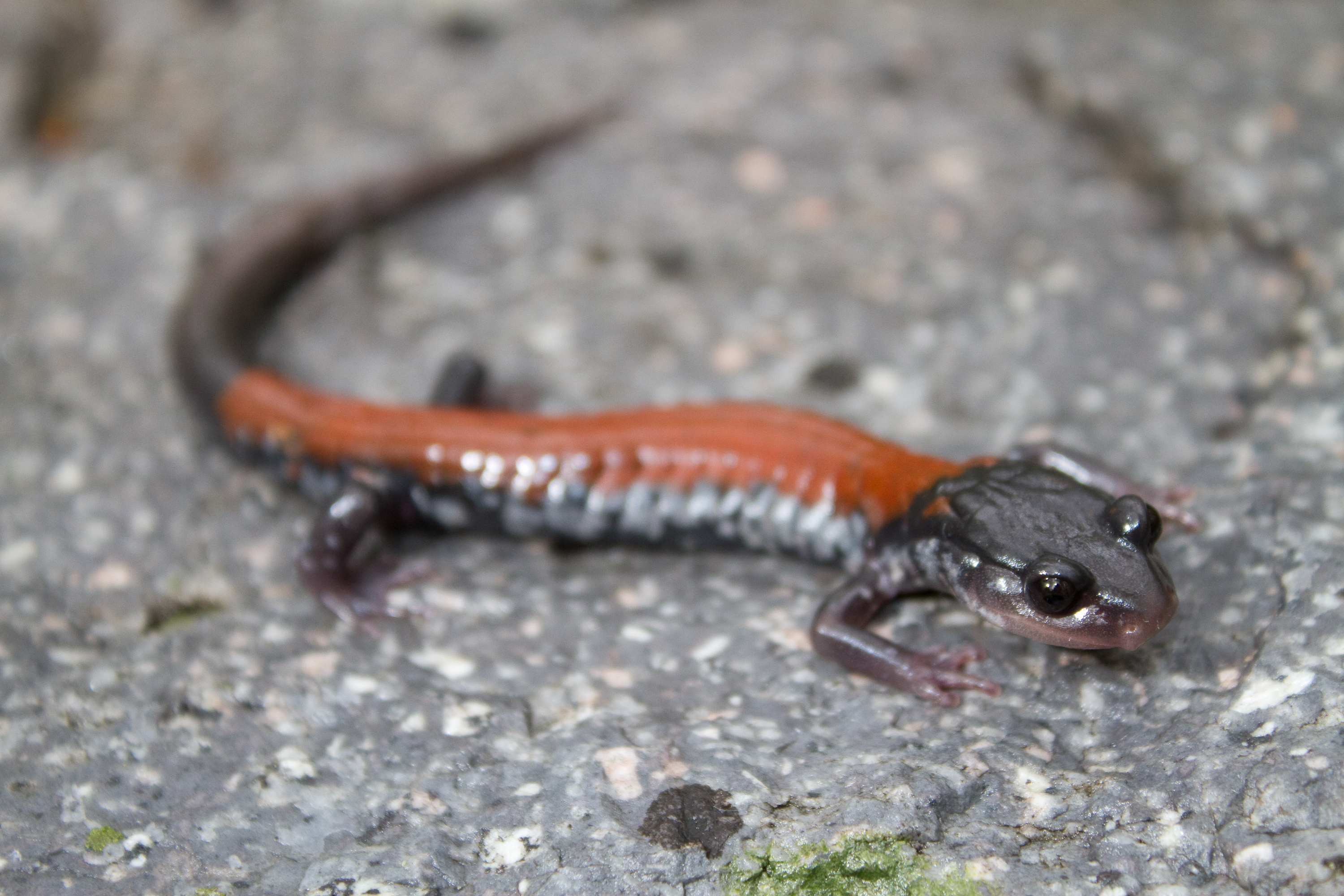

## Étymologie
Cette espèce est nommée en référence au lieu de sa découverte la route Yonahlossee.

## Publication originale
- Dunn, 1917 : Reptile and amphibian collections from the North Carolina mountains, with especial reference to salamanders. Bulletin of the American Museum of Natural History, no 37, p. 593-634 (texte intégral).